# Dąbrowice (powiat nakielski)
Dąbrowice – osada leśna w Polsce położona w województwie kujawsko-pomorskim, w powiecie nakielskim, w gminie Mrocza. Miejscowość wchodzi w skład sołectwa Wiele.
W latach 1975–1998 miejscowość należała administracyjnie do województwa bydgoskiego.